# Villarrasa
Villarrasa is een gemeente in de Spaanse provincie Huelva in de regio Andalusië met een oppervlakte van 72 km². In 2007 telde Villarrasa 2142 inwoners.